# Droga wojewódzka nr 726
Droga wojewódzka nr 726 (DW726) – droga wojewódzka o długości 66 km łącząca Rawę Mazowiecką z Żarnowem.

## Miejscowości leżące przy trasie DW726
- Rawa Mazowiecka
- Chociw
- Sadykierz
- Rzeczyca
- Liciążna
- Inowłódz
- Dęborzeczka
- Kruszewiec-Kolonia
- Bukowiec Opoczyński
- Opoczno
- Ogonowice
- Ostrów
- Wąglany
- Miedzna Drewniana
- Miedzna Murowana
- Żarnów